# Connarus salomoniensis
Connarus salomoniensis är en tvåhjärtbladig växtart som beskrevs av Schellenb.. Connarus salomoniensis ingår i släktet Connarus och familjen Connaraceae. Inga underarter finns listade i Catalogue of Life.